# Wächter von Zwierzyniec
Koordinaten: 52° 42′ 22″ N, 23° 43′ 10″ O

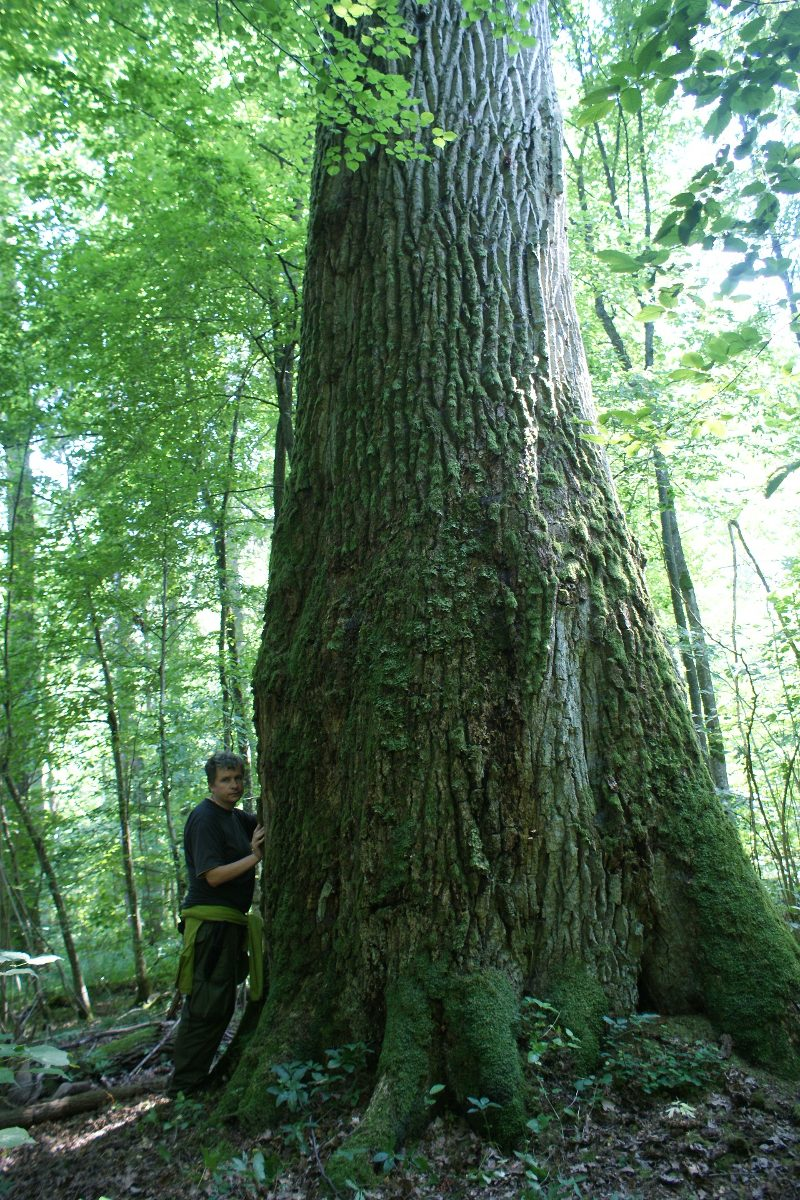
Wächter von Zwierzyniec

Der Wächter von Zwierzyniec ist eine der dicksten Eichen im Białowieża-Nationalpark in Polen. Sie befindet sich bei der alten Waldaufseherhütte – daher auch  der eigentümliche Name Wächter  im Forstort Zwierzyniec im Norden des Schutzgebietes.
Der Baum weist in einer Höhe von 130 cm über der Basis einen Umfang von 658 cm auf. Die Höhe beträgt 37 m. Die vitale Eiche ist beträchtlich nach Westen geneigt, was sicherlich zur Vergrößerung des Stammumfangs an der Basis beitrug.